# Nationale Sociaaldemocratische Partij Asat

Partijvlag

De Nationale Sociaaldemocratische Partij Asat (Kazachs: Жалпыұлттық социал-демократиялық партия (ЖСДП); Russisch: Общенациональная социал-демократическая партия «Азат»), afgekort tot NSDP Asat, is een sociaaldemocratische partij in Kazachstan en de belangrijkste oppositiepartij van het land.
Zij ontstond door de samenvoeging van de Nationale sociaaldemocratische partij van Kazachstan en de Partij Asat (Kazachs voor vrijheid). De partijvoorzitter is Zharmakhan Aitbayuly Tuyakbay.
De voormalige Nationale sociaaldemocratische partij van Kazachstan werd op 10 september 2006 toegelaten en telde zo'n 140.000 leden. Bij de parlementsverkiezingen van 18 augustus 2007 kreeg zij 4,54% van de stemmen en strandde daarmee net onder de kiesdrempel van 5%. De voormalige partij Asat werd op 17 maart 2006 geregistreerd. 
De partij is vertegenwoordigd in alle 14 deelgebieden van Kazachstan en ook in de steden Nur-Sultan en Almaty. Haar strijdpunten zijn de opbouw van een democratische en sociaal gerichte rechtsstaat, ontwikkeling van een moderne, innovatieve economie en een humanere politiek. Zij handelt volgens de principes van vrijheid, gerechtigheid en solidariteit in de politiek.